# Teleček
Teleček (399 m n. m., někdy se udává 397 m n. m.) je kóta, která je nejvyšším místem na území Prahy. Podle plánu města z Kartografie Praha se tato kóta nachází na hranici Prahy, na hranici pražského katastrálního území Sobín (v části Zličín) a území obce Chrášťany, v neosídlené lokalitě s pomístním názvem Za hospodou, asi 1,2 km jižně od zástavby Sobína a 0,5 km severně od dálnice D5.
Ve skutečnosti nejde o vrchol, ale jen o místo, kde hranici Prahy protíná pozvolna klesající východoseverovýchodní hřebínek, jehož nejvyšší vrchol Růžová (410 m n. m.) leží severně od Rudné, odkud nevýrazný hřebínek pokračuje dále na severozápad k Červenému Újezdu. Nejvyšším pražským vrcholem proto není Teleček, ale nedaleká, o něco nižší Kopanina (393 m n. m.). I Kopanina je ale jen vedlejším vrcholem vyššího vrchu Růžová (410 m n. m.), který leží již mimo Prahu. Nejvyšším samostatným vrcholem (vrchol s prominencí alespoň 15 metrů) Prahy je Čihadlo (388 m n. m.) - poslední vrchol brdských Hřebenů.
Název „Teleček“ se v mnoha mapách a plánech vůbec neuvádí. Míst s podobnou nadmořskou výškou je na rozsáhlé ploché terase, do níž zasahuje západní část Prahy a území sousedních obcí, více.